# Atrichopogon kagiensis
Atrichopogon kagiensis är en tvåvingeart som beskrevs av Tokunaga 1940. Atrichopogon kagiensis ingår i släktet Atrichopogon och familjen svidknott.
Artens utbredningsområde är Taiwan. Inga underarter finns listade i Catalogue of Life.